# A Mexico Mix
A Mexico Mix è un cortometraggio muto del 1914 diretto da Allen Curtis e interpretato da Louise Fazenda. Prodotto e distribuito dall'Universal Film Manufacturing Company, il film uscì in sala l'11 marzo 1914.

## Produzione
Il film fu prodotto dall'Universal Film Manufacturing Company (come Joker).

## Distribuzione
Distribuito dall'Universal Film Manufacturing Company, il film - un cortometraggio in due bobine - uscì nelle sale cinematografiche USA l'11 marzo 1914.